# Sparasion dauricus
Sparasion dauricus är en stekelart som beskrevs av Kononova 1992. Sparasion dauricus ingår i släktet Sparasion och familjen Scelionidae. Inga underarter finns listade i Catalogue of Life.